# Vassända-Naglums församling
Vassända-Naglums församling var en församling i Skara stift i nuvarande Vänersborgs kommun och Trollhättans kommun. Församlingen uppgick 1947 i Vänersborgs och Trollhättans församlingar.

## Administrativ historik
Församlingen bildades 1888 genom en sammanslagning av Vassända församling och Naglums församling. Församlingen kallades även Gustav Adolfs församling
Församlingen var till 1 maj 1919 annexförsamling i pastoratet Vänersborg, Vassända-Naglum och Väne-Ryr. Från 1 maj 1919 till 1947 moderförsamling i pastoratet Vassända-Naglum och Väne-Ryr. Församlingen uppgick 1947 i Vänersborgs församling och Trollhättans församling.

## Kyrkobyggnader
- Vassända-Naglums kyrka

### Fotnoter
1. ↑  ”Förteckning (Sveriges församlingar genom tiderna)”. Skatteverket. 1989. http://www.skatteverket.se/privat/folkbokforing/omfolkbokforing/folkbokforingigaridag/sverigesforsamlingargenomtiderna/forteckning.4.18e1b10334ebe8bc80003999.html. Läst 17 december 2013.